# Zeno Virgil Gheorghe Simon
Zeno Virgil Gheorghe Simon (n. 23 aprilie 1935 – d. 21 noiembrie 2015) a fost un chimist român, membru corespondent (1997) al Academiei Române.